# 크리스티안 로드리게스
크리스티안 가브리엘 로드리게스 바로티(스페인어: Cristian Gabriel Rodríguez Barotti, 1985년 9월 30일 ~)는 우루과이의 전 축구 선수로, 과거 왼쪽 윙어로 활약하였다.
페냐롤 시절, 그는 '양파' (Cebolla) 라는 별명을 아버지로부터 얻었는데, 스피드와 테크닉으로부터 명성을 떨쳤다. 그는 벤피카와 포르투에서 활약하며 몇 시즌 동안 포르투갈 무대에 있었다.
로드리게스는 우루과이 국가대표로 90경기 이상 출전하였고, 4차례의 코파 아메리카 대회에 출전하였다.

## 초창기
후안 라카세 출신으로, 로드리게스는 학창 시절 우수한 성적으로, 우루과이 공화국 대학교에서 건축학을 전공하였다. 하지만 그는 최종적으로 프로 축구 선수가 되기로 결정하였다.

## 클럽 경력

### 페냐롤 / 파리 생제르맹
로드리게스는, 젊은 나이에 인근의 우루과이 거함 클럽, 페냐롤에 입단하였고, 그는 2003년에 팀의 우승을 도왔다. 2004년 말, 부상으로 인하여 결장한 이후, 그는 텔레비전 카메라에 클럽 서포터와 함께 스탠드에서 뛰어다니는 모습을 보였고, 그는 벌금과 출장 정지 징계가 내려졌다.
2005년, 로드리게스는 프랑스 리그 1의 파리 생제르맹 FC로 카를로스 부에노와 함께 자유 이적하였다. 그는 리그 1의 첫 시즌에 출전 자리를 제대로 잡지 못하였지만, 수도 연고의 팀이 강등을 겨우 면한 다음 시즌에 주축으로 활약하였고, 그는 4-2로 이긴 모나코와의 홈 경기에서 두 시즌간의 유일한 골을 득점하였다.

### 포르투
2007년 8월말, 로드리게스는 포르투갈의 SL 벤피카에 1시즌 임대되었고, 전 데펜소르 스포르팅 클럽 소속이자 같은 국적의 막시밀리아노 페레이라와 합류하였다. 적색 군단의 주요 선수로 2007-08시즌 동안 맹활약 후, 그는 같은 1부 리그 소속의 포르투로 2008년 6월에 이적하였다. (그의 이적료 일부는 국제 경기 출전을 위해 지불되었다.) 2008년 8월 30일, 그는 1-1로 종료된 리스본 더비경기를 관전하다 독설의 대상이 되었다. 그러나, 로드리게스는 새 클럽에 정착하였고, 아르헨티나의 리산드로 로페스와 브라질의 헐크와 더불어 삼각편대를 이루었고, 예상치 못한 순간에서 헤딩골을 넣기도 하였다.
2009-10시즌 시작 이전, 실베스트레 바렐라의 영입으로 인하여, 그는 교체선수로 격하되었지만, 2010-11 시즌에는 총 32경기 출장하였다 (2골은, 우승한 UEFA 유로파리그 11경기중에 1골을 넣었다).

## 국가대표 경력
로드리게스는 우루과이 국가대표팀에 18살의 나이로 멕시코와의 친선경기에서 데뷔하였고, 3차례의 코파 아메리카 토너먼트에 발탁되었으며, 2007년 대회에는 홈팀 베네수엘라를 상대로 골을 넣었고, 팀은 4-1로 승리하였다.
2010년 FIFA 월드컵 예선전의 마지막 홈 경기인 아르헨티나전 (0-1패)에서 가브리엘 에인세에 대한 거친 행동은 4경기 출장 정지를 받았고, 오스카르 타바레스 감독은 그를 남아프리카 공화국에서 열린 본선의 스쿼드에 포함시키지 않았다.

### 국가대표팀 득점 기록
| #   | 날짜             | 경기장                                                    | 상대           | 점수 | 결과 | 대회                      |
| --- | ---------------- | --------------------------------------------------------- | -------------- | ---- | ---- | ------------------------- |
| 1.  | 2004년 10월 9일  | 엘 모누멘탈, 부에노스아이레스, 아르헨티나                 | 아르헨티나     | 4–1  | 4–2  | 2006년 FIFA 월드컵 예선전 |
| 2.  | 2007년 7월 7일   | 폴리데포르티보 푸에블로 누에보, 산 크리스토발, 베네수엘라 | 베네수엘라     | 1–3  | 1–4  | 2007년 코파 아메리카      |
| 3.  | 2008년 5월 25일  | 레비어파워슈타디온, 보훔, 독일                            | 튀르키예       | 2–3  | 2–3  | 친선경기                  |
| 4.  | 2010년 10월 12일 | 우한 스포츠 센터, 우한, 중화인민공화국                    | 중화인민공화국 | 0–3  | 0–4  | 친선경기                  |
| 5.  | 2012년 6월 10일  | 에스타디오 센테나리오, 몬테비데오, 우루과이               | 페루           | 3–2  | 4–2  | 2014년 FIFA 월드컵 예선전 |
| 6.  | 2013년 2월 6일   | 칼리파 국제경기장, 도하, 카타르                           | 스페인         | 1–1  | 3–1  | 친선경기                  |
| 7.  | 2013년 10월 15일 | 에스타디오 센테나리오, 몬테비데오, 우루과이               | 아르헨티나     | 1–0  | 3–2  | 2014년 FIFA 월드컵 예선전 |
| 8.  | 2013년 11월 13일 | 암만 국제경기장, 암만, 요르단                             | 요르단         | 0–4  | 0–5  | 2014년 FIFA 월드컵 예선전 |
| 9.  | 2015년 6월 13일  | 에스타디오 레기오날, 안토파가스타, 칠레                   | 자메이카       | 1–0  | 1–0  | 2015년 코파 아메리카      |
| 10. | 2016년 9월 6일   | 에스타디오 센테나리오, 몬테비데오, 우루과이               | 파라과이       | 2–0  | 2–0  | 2018년 FIFA 월드컵 예선전 |
| 11. | 2016년 10월 11일 | 메트로폴리타노 로베르토 멜렌데스, 바랑키야, 콜롬비아      | 콜롬비아       | 1–1  | 2–2  | 2018년 FIFA 월드컵 예선전 |

## 수상

### 클럽
페냐롤
- 우루과이 프리메라 디비시온: 2003

파리 생제르맹
- 쿠프 드 프랑스: 2005–06

포르투
- UEFA 유로파리그: 2010–11
- 프리메이라리가: 2008–09, 2010–11, 2011–12
- 타사 드 포르투갈: 2008–09, 2009–10, 2010–11
- 수페르타사 칸디두 드 올리베이라: 2009, 2010, 2011
- UEFA 슈퍼컵 준우승: 2011

아틀레티코 마드리드
- 라리가: 2013–14
- UEFA 슈퍼컵: 2012
- 코파 델 레이: 2012–13
- 수페르코파 데 에스파냐: 2014, 준우승: 2013

### 국가대표팀
- 코파 아메리카: 2011

## 같이 보기
- A매치 100경기 이상 출전한 축구 선수 명단